# 枡谷タケシ
枡谷 タケシ（ますたに タケシ、1948年 - ）は、日本の漫画家。大阪府出身。京都市立芸術大学卒。ますたにたけし、枡谷猛というペンネームも使用した。

## 経歴
大学卒業後、漫画家・アニメーター、チリ紙交換屋、古本屋・レンタルビデオ店経営者、科学者、トレジャーハンターと転職を繰り返す。
週刊少年ジャンプ草創期の1969年の24号（20号から週刊化された）に読切漫画『サイボーグシティ』で漫画家デビューした模様。
その後1970年代後半に週刊少年ジャンプで読切漫画や連載漫画を発表。そのうち『怪艇ポセイドン』と『四丁目の怪人くん』はジャンプスーパーコミックス（創美社）から単行本化される。
2006年2月15日に発行した本『人類の黙示録 2012～2030年世界最終戦争のすべて』が2007年6月30日、イイノホールにおいて行われた「日本トンデモ本大賞2007」で過半数の得票を得てみごと大賞に輝いた。

## 作品リスト
- サイボーグシティ（週刊少年ジャンプ1969年24号）
- 大鴉の冬 週刊少年チャンピオン新人まんが賞受賞作 1973年 ※枡谷たけし名義
- 自串（少年キング 1974年53号） ※枡谷たけし名義
- 昇竜伝（少年キング1975年10号）※枡谷たけし名義
- イツチ飛行（少年キング1975年13号 - 16号）※枡谷たけし名義
- ぼくの弟は怪人（週刊少年ジャンプ1976年1号）
- クレージーレース（週刊少年ジャンプ1976年27号）
- 四丁目の怪人くん（1976年34号 - 1977年16号）
- 怪艇ポセイドン（1978年22号 - 1978年30号）
- 夢の宝月（週刊少年ジャンプ増刊1978年4月15日号）
- からくり源内（週刊少年ジャンプ増刊1978年9月15日号）
- ああ！夢の甲子園（（原作：鏡丈二、 月刊少年ジャンプ 1979年9月増刊号）- 作画担当
- ナメクジ怪飛行（月刊少年ジャンプ 1979年10月増刊号）
- オマモリガマ（月刊少年ジャンプ 1980年新年増刊号）
- ウツボカズラ（週刊少年ジャンプ1980年21号）
- さるとびサッカー（月刊コロコロコミック 1983年6月号 - 同年11月号まで）  ※ますたにたけし名義
- レンタルビデオのメルヘン君（漫画アクション増刊1985年6月号） ※ますたにたけし名義
- 姫神センセーション （月刊少年チャンピオン1983年5月号） ※ますたにたけし名義

## その他
- 『人類の黙示録―2012～2030年世界最終戦争のすべて』